# Ligne 4 du métro de Pusan
 (janvier 2025).
Si vous disposez d'ouvrages ou d'articles de référence ou si vous connaissez des sites web de qualité traitant du thème abordé ici, merci de compléter l'article en donnant les références utiles à sa vérifiabilité et en les liant à la section « Notes et références ».

La ligne 4 du métro de Pusan ( 4호선 ) est ligne du métro de Busan qui relie une partie du district de Gijang, à Dongnae-gu par le haut de Haeundae-gu, en Corée. Ouverte le 30 mars 2011 , la ligne est un composé de 14 stations. Contrairement aux lignes 1 à 3 du métro de Busan, les trains sont sans conducteur et circulent avec des pneus sur des voies en béton (Roll way).Les rames de la ligne 4 ont une passerelle complètement ouverte entre chaque voiture (tout comme la ligne 3), permettant de parcourir aisément l'ensemble du train. La couleur de la ligne est le bleue.

Les panneaux de signalisation sont circulaires avec une face blanche encadré en bleue. Le nom de la station est écrit en coréen en grandes lettres Hangul avec en dessous le nom anglais plus petit et le numéro de la station. Encore en dessous, il y à le nom Hanja dans une police d'écriture de taille similaire.

## Lignes 3 et 4
Alors que la ligne 3 du métro de Pusan était en cours de planification, ont pensé à faire une branche parallèle à partir de la station Minam. Cependant, pour plusieurs raisons, ils ont fait de ce 2ème tronçon une nouvelle ligne, la ligne 4 du métro de Pusan.

## Archéologie
Par rapport à la ligne 3, la construction de la ligne 4 a pris beaucoup plus de temps. Il y a plusieurs raisons à ce retard, mais la plus importante est que de nombreux vestiges ont été retrouvés sur le chantier de construction de la ligne, notamment des objets datant de l'époque des Trois Royaumes de Corée et de la dynastie Joseon. Ces objets avaient une grande valeur historique, c'est pourquoi ils ont retardé la date d'achèvement de la ligne par rapport à sa date d'ouverture initiale en 2008. Certains de ces objets sont exposés dans un musée historique qui leur est dédié dans la station de Suan (le musée a ouvert ses portes le 28 janvier 2011).

## Matériel roulant
Woojin Industrial System Company Limited a fourni des rames de métro sur pneus en caoutchouc pour la ligne 4.

## Liste des stations
Toutes les stations sont à Busan.
| Code | Station                    | Correspondance                | Distance en km | Distance cumulée | Arrondissement |  |
|      |                            |                               |                |                  |                |  |
| 401  | Minam                      |                               | ---            | 0.0              | Dongnae        |  |
| 402  | Dongnae                    | [[Ligne 1 du métro de Pusan]] | 1.0            | 1.0              | Dongnae        |  |
| 403  | Suan                       |                               | 0.7            | 1.7              | Dongnae        |  |
| 404  | Nangmin                    |                               | 0.6            | 2.3              | Dongnae        |  |
| 405  | Chungnyeolsa               |                               | 0.6            | 2.9              | Dongnae        |  |
| 406  | Myeongjang                 |                               | 0.6            | 3.5              | Dongnae        |  |
| 407  | Seo-dong                   |                               | 0.9            | 4.4              | Geumjeong      |  |
| 408  | Geumsa                     |                               | 0.6            | 5.0              | Geumjeong      |  |
| 409  | Banyeo Agricultural Market |                               | 0.7            | 5.7              | Haeundae       |  |
| 410  | Seokdae                    |                               | 1.1            | 6.8              | Haeundae       |  |
| 411  | Youngsan University        |                               | 1.2            | 8.0              | Haeundae       |  |
| 412  | Witbansong                 |                               | 1.3            | 9.3              | Haeundae       |  |
| 413  | Gochon                     |                               | 0.6            | 9.9              | Gijang         |  |
| 414  | Anpyeong                   |                               | 0.9            | 10.8             | Gijang         |  |